# Geoffrey Pyke
Pour les articles homonymes, voir Pyke.
Geoffrey Nathaniel Joseph Pyke (né le 9 novembre 1893 et décédé le 21 février 1948) est un journaliste anglais, pédagogue et un inventeur. Il est notamment connu pour avoir inventé le pykrete et avoir été à l'origine projet Habakkuk. Il fut correspondant de guerre lors de la Première Guerre mondiale.